# T Tauri zvijezda
T Tauri zvijezde su tip vrlo mlade zvijezde u vrlo ranoj fazi evolucije gdje se još uvijek događa gravitacijsko sažimanje. Ove zvijezde spadaju u nepravilno promjenjive. Temperatura površine može varirati između 3500 i 7000 K. T Tauri zvijezde su mnogo svjetlije od zvijezda iste temperatura s glavnog niza. Jaki mlazovi plina izlaze iz polova ovih zvijezda brzinom od nekoliko km/s. Labave grupacije ovih zvijezda zovu se T-asocijacije.

## Poveznice
- T Tauri